# Halveti-Tekke (Berat)

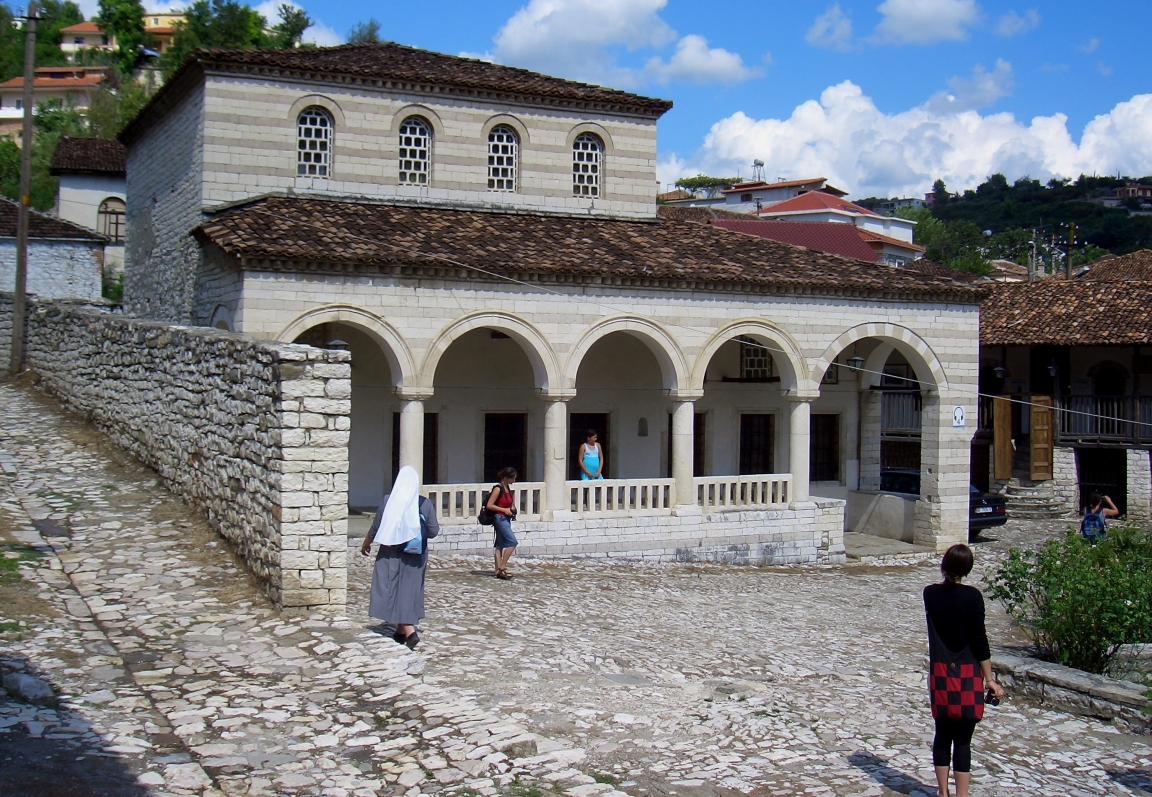
Halveti-Tekke in Berat (2010)

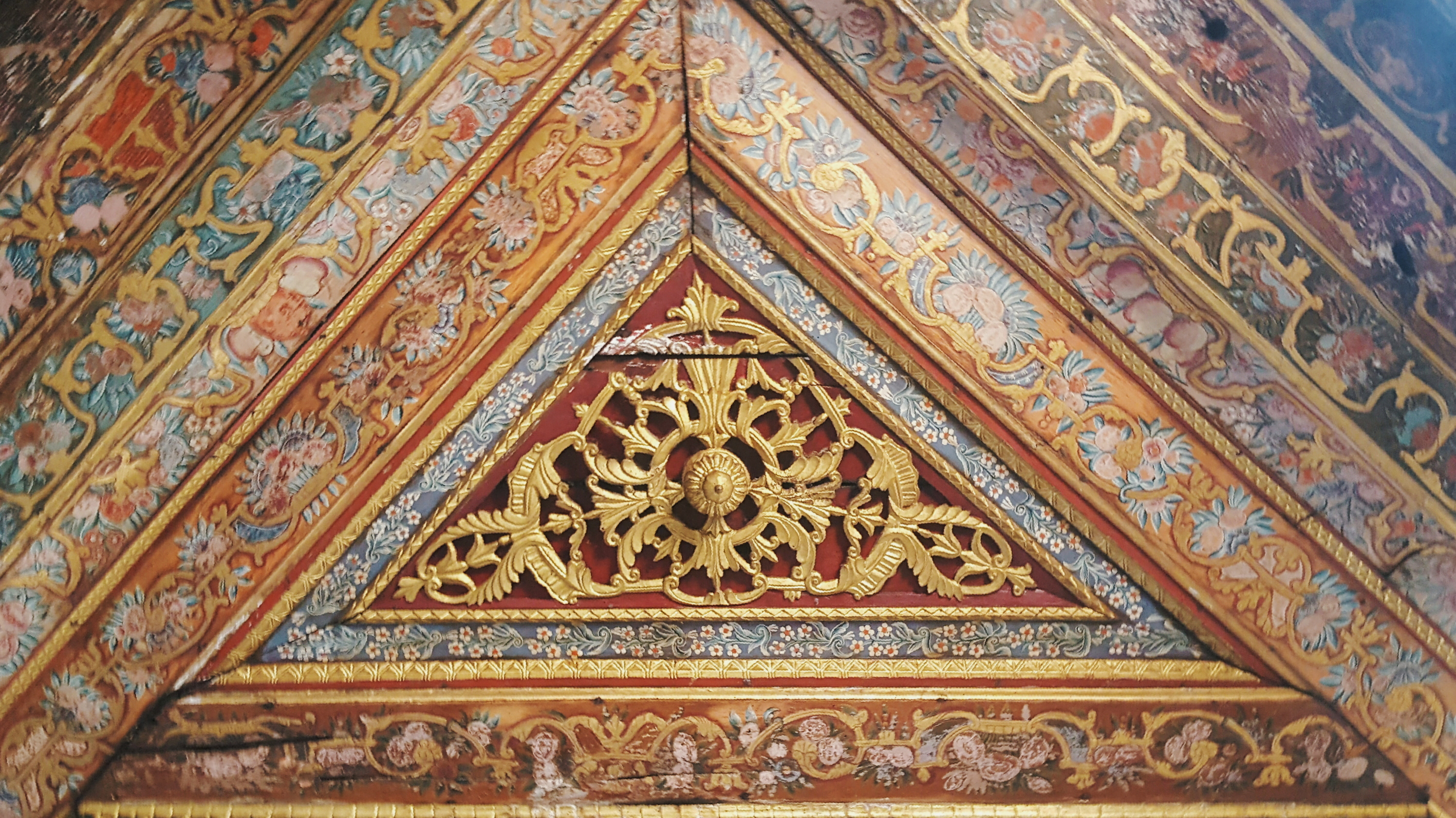
Nahaufnahme der Decke (2016)

Die Halveti-Tekke (oft auch Helveti-Tekke; albanisch Teqeja e Helvetive) ist eine Tekke in der mittelalbanischen Stadt Berat, die dem Sufiorden der Halveti gewidmet wurde. Das Gebäude ist ein historisches Kulturdenkmal der Republik Albanien.
Im Jahre 1785 von Ahmet Kurt Pascha erbaut ist sie Nachfolgebau einer im 15. Jahrhundert errichteten Tekke. Der Bau ist fast quadratisch mit je rund zwölf Metern Länge, besteht aus einem rechteckigen Hauptraum (sama'hane), einer rechteckigen Türbe und einer Vorhalle. Die Innenwände des Hauptraums mit Galerie sind mit Malereien ausgeschmückt; besonders reichhaltig gestaltet ist die Decke. Die Gräber in der Türbe wurden während des Kommunismus entfernt. Die fünf Säulen der Vorhalle der Türbe sind aus Marmor und stammen ursprünglich aus Apollonia.

„The building we see today is perhaps the finest tekke of the country.“

„Das heutige Gebäude ist vielleicht die herrlichste Tekke des Landes.“

Zusammen mit einer Karawanserei und der gegenüberliegenden Königsmoschee gruppiert sich die Tekke um einen Hof.